# CGM
CGM（Computer Graphics Metafile）是计算机图形元文件的英文缩写。CGM是ISO委员会定义的一种图形格式（International standard ISO/IEC 8632:1999）， 用来描述、存储和传输与设备无关的矢量、标量以及两者混合的图像。
CGM由數種規範組成：第1部分為功能规范，第2部分為字符编码，第3部分為二进制编码而第4部分為Clear text编码。除此，也包含子集的规则，应用框架扩展及基本的绘图和图形交换的能力。至今，CGM已經更新為第三版，該版則是在版本2的基础上增加了约40个新的元素。